# Боэссе, Антуан
Антуан Боэссе (англ. Antoine Boësset; 1586 — 8 декабря 1643) — композитор, суперинтендент королевского двора Франции. В частности сочинял музыку для французских королей и давал концерты для них. Он и его тесть Пьер Гэдрон были одними из самых влиятельных композиторов первой половины XVII века. Его сын Боэссе, Жан-Батист (1614—1685) тоже был композитором, писал религиозную музыку.

## Биография
Родился в Блуа, где и был крещён 24 февраля 1587 года. В 1613 году был назначен учителем музыкального дома Королевского двора. В 1617 году становится учителем музыки французской королевы. В 1620 году стал секретарём королевского двора. В 1623 году назначен музыкальным суперинтендантом королевского двора. Эту должность ему удалось получить благодаря Гедрону (суперинтенданту при Генрихе IV и Людовике XIII), на дочери которого он женился в 1613 году. В 1632 году получает должность советника и метрдотеля двора. Все эти должности он занимал до своей смерти.
При дворе он познакомился с такими известными учёными как Декарт, Мерсенн, Хёйгенс. В 1640 году Мерсенн организовал соревнование между Боэссе и голландским священником Жаном Альбертом Баном на сочинение лучшей музыки на стихотворение Жермена Абера «Me veux-tu voir mourir». Однако Мерсенн «изменил» первую строчку стихотворения, для того, чтобы Боэссе смог выиграть соревнования (музыка Бана была оценена как скучная и тривиальная).
Антуан Боэссе умер в Париже в 1643 году.

## Работы
- 9 airs de cour для 5 голосов (1617—1642, опубликована в 1689 году)
- Десятки airs de cour (в антологии опубликованные Баллардом)
- Десятки балетов (1614—1639)
- 3 литургии и 5 мотетов[4].